# Cal Casas (Calafell)
Cal Casas és un edifici de Calafell (Baix Penedès) protegit com a bé cultural d'interès local.

## Descripció
Es tracta d'un edifici de planta trapeziforme d'una única planta, amb tres façanes i coberta plana. A la façana sud hi ha distribuïdes simètricament, tres finestrals rectangulars verticals emmarcats per una faixa que sobresurt del pla del mur. A la façana oest hi ha dos finestrals idèntics als descrits. Tots estan tancats amb una reixa de ferro i amb persianes de fusta de llibret. A la part superior de les façanes hi ha una cornisa decorada amb dentells. Al seu davall hi ha uns respiradors que comuniquen amb un sostremort. A la part superior hi ha un ampit calat fet amb pilars d'obra i peces seriades de terrissa o pedra artificial. Les façanes són arrebossades i pintades de color blanc. La porta d'accés és situada a la part nord. La major part de la finca és ocupada per un pati. Hi ha cables d'instal·lacions fixats a les façanes.
El sistema constructiu és de tipus tradicional a base de murs de càrrega i sostres unidireccionals fets amb bigues de fusta. La coberta és plana. Els murs són d'obra de maó massís unida amb morter de calç.